# Castillo San Felipe de Barajas
Castillo San Felipe de Barajas är ett slott i Colombia. Det ligger i den norra delen av landet, 700 km norr om huvudstaden Bogotá. Castillo San Felipe de Barajas ligger 14 meter över havet.
Terrängen runt Castillo San Felipe de Barajas är platt. Havet är nära Castillo San Felipe de Barajas västerut. Runt Castillo San Felipe de Barajas är det tätbefolkat, med 459 invånare per kvadratkilometer. Närmaste större samhälle är Cartagena, 3,6 km sydost om Castillo San Felipe de Barajas. Runt Castillo San Felipe de Barajas är det i huvudsak tätbebyggt.